# Pierre Charon
Pour les articles homonymes, voir Charon.
Ne pas confondre avec le théologien et philosophe Pierre Charron.
Pierre Charon, né le 1er mars 1951 à Paris (15e, Seine), est un homme politique français. Membre des Républicains, il siège au Conseil de Paris de 2001 à 2020 et au Sénat de 2011 à 2023.

## Biographie

### Famille et études
Il est le fils de Jacques Charon, chirurgien-dentiste du Sénat, et de Mireille Cazeaux, céramiste.
II étudie au collège Sainte-Barbe à Paris (5e arrondissement). Il est marié le 21 octobre 1982 à Dominique Jarousseau, chef de cabine dans une compagnie aérienne. Il a un fils, Édouard Charon.

### Carrière privée
Il est chargé de mission (1978-1980), puis conseiller technique (1980-1981) auprès de Jacques Chaban-Delmas, président de l'Assemblée nationale. Il est assistant parlementaire de Marcel Dassault (député de l'Oise), puis conseiller de la direction d'Elf-Aquitaine, chargé des affaires politiques et parlementaires avant de devenir conseiller auprès de la présidence de Canal + (1981-1986). En 1986 et 1987, il est conseiller de chargé de la presse et des moyens d'information auprès de Jacques Chaban-Delmas, encore président de l'Assemblée nationale, dont il devient le directeur adjoint de cabinet (1987-1988). De 1988 à 1989, il exerce la fonction de direction des relations extérieures et de la communication  de la Société de la Loterie nationale et du Loto national (France Loto).
De 1989 à 1993, auprès du maire de Paris, Jacques Chirac, il devient conseiller pour les relations avec la presse ; il est renvoyé de cette fonction par Jacques Chirac, accusé de colporter des ragots contre sa fille Claude,. En 1993, il devient président du Groupement d'intérêt économique des sociétés de course GIE Galop. Il est chargé d'une mission interministérielle sur l'avenir de l'institution hippique par Nicolas Sarkozy (ministre du Budget) et Jean Puech (ministre de l'Agriculture et de la pêche), de 1993 à 1995. Il est directeur exécutif auprès du président-directeur général de Canal + (1995-1997), puis directeur associé de Publicis Consultants (1999-2000). Depuis 2000, il est associé-gérant de Janus-Consultant (société de conseil en image, stratégie et relations avec la presse).

### Parcours politique
Pierre Charon est conseiller de Paris depuis les élections municipales de mars 2001. Il est vice-président du groupe Union pour un mouvement populaire (UMP) au Conseil de Paris (2002-2014) et vice-président de la commission permanente du Conseil de Paris siégeant en formation de conseil général (2004-2008). De 2008 à 2014, il est aussi vice-président du Conseil de Paris siégeant en formation de conseil général. De 2006 à 2007, il est également conseiller exécutif de l'UMP.  Il exercera la fonction de conseiller politique de la fédération de Paris de l'UMP de 2006 à 2008. 
De 2008 à 2011, il est membre du Conseil économique et social qui devient, à la suite de la révision constitutionnelle du 23 juillet 2008, le Conseil économique, sociale et environnemental (CESE). Il est conseiller à la présidence de la République de 2008 à 2010. Il est ensuite conseiller spécial chargé du Grand Paris  au cabinet de Maurice Leroy, de 2010 à 2011. En outre, il est administrateur (2008), puis président du conseil d'administration du Domaine national de Chambord (2009-2011).  
Le 6 septembre 2011, après le dépôt d'une liste aux élections sénatoriales françaises de 2011 à Paris, face à celle de Chantal Jouanno, investie par l'UMP, il est suspendu de l'UMP. Le 25 septembre, il est élu aux élections sénatoriales avec pour suivante de liste Géraldine Poirault-Gauvin et intègre le groupe UMP au Sénat. Il réintègre l'UMP en décembre 2011.
Il est secrétaire national de l'UMP chargé de la loi PLM et membre du bureau de 2012 à 2014. Depuis 2013, il est membre de la commission nationale d'investiture (CNI) de l'UMP, puis des Républicains (LR). Lors de la création des Républicains, il devient membre du Bureau politique en mai 2015. Il est aussi vice-président de l’association Les Amis de Nicolas Sarkozy. À partir du 21 janvier 2015, il est secrétaire national de l’UMP, puis des Républicains, pour la chasse. En juin 1994, il est nommé membre de la commission générale du Conseil supérieur du cheval, en qualité de représentant des activités liées aux courses hippiques. Il soutient Nicolas Sarkozy pour la primaire présidentielle des Républicains de 2016. Dans le cadre de sa campagne, il est nommé orateur national chargé de la chasse.
Pour les élections sénatoriales de 2017, il est tête de liste à Paris de l'une des trois listes de droite qui se présentent (« Liste Les Républicains conduite par Pierre Charon »). Il est réélu. Il parraine Laurent Wauquiez pour le congrès des Républicains de 2017, scrutin lors duquel il est élu le président du parti.
Il est candidat dans le 15e arrondissement de Paris lors des élections municipales de 2020, en troisième position sur la liste dissidente de Philippe Goujon. Au second tour, alors que Philippe Goujon fusionne sa liste avec celle d’Agnès Evren (LR), il n’apparaît pas sur la liste définitive et perd de fait son siège au conseil d’arrondissement et au Conseil de Paris. En janvier 2020, il avait voté contre l’investiture d’Agnès Evren par Les Républicains.
Il préside à partir d'octobre 2020 la Commission spéciale chargée du contrôle des comptes et de l'évaluation interne du Sénat.
Il soutient Valérie Pécresse au congrès des Républicains de 2021 en vue de l'élection présidentielle de 2022,.
Non réinvesti par Les Républicains pour les élections sénatoriales de 2023 à Paris, ce qu'il attribue aux pressions de Rachida Dati, il décide de présenter une liste dissidente. Le 24 septembre 2023, il est battu lors de ce scrutin.
Le 30 avril 2024, il est élevé, à l'Élysée, au grade d’officier de la Légion d’honneur par Emmanuel Macron.
Depuis 2023, il fait partie des plus proches conseillers d'Emmanuel Macron à l'Élysée ; il compte parmi les personnalités qui, autour de Bruno Roger-Petit, Jonathan Guémas et Clément Léonarduzzi, ont incité le président à prendre la décision de la dissolution de juin 2024.

## Distinctions

### Décorations françaises
Le 31 décembre 2002, Pierre Charon est nommé au grade de chevalier dans l'ordre national de la Légion d'honneur au titre de « ancien conseiller régional d'Ile-de-France, conseiller du 15e arrondissement de Paris ; 29 ans d'activités professionnelles, de services militaires et de fonctions électives.s », puis fait chevalier le 26 mars 2003. Il est promu au grade d'officier le 29 décembre 2023 au titre de « ancien sénateur de Paris » puis fait officier le 30 avril 2024 par le président de la République.
Le 14 mai 1997, il est nommé au grade de chevalier dans l'ordre national du Mérite au titre de « cdirecteur exécutif auprès du président-directeur général d'une chaîne de télévision ; 23 ans d'activités professionnelles et de services militaires » puis fait chevalier le 26 juin 1997. Il est promu au grade d'officier le 15 mai 2006 au titre de « vice-président du conseil de Paris, conseiller du 15e arrondissement ».
Il est nommé chevalier de l'ordre des Palmes académiques, de l'ordre des Arts et des Lettres et de l'ordre du Mérite agricole.

### Décorations étrangères
Il est nommé commandeur de l'ordre d'Isabelle la Catholique.

### Autres distinctions
Il est titulaire de la médaille d'honneur de la Police nationale.

## Publications
- Guide du candidat aux élections cantonales, 1976.

## Dans la fiction
En 2011, son rôle est interprété par Dominique Besnehard dans le film La Conquête,.

## Pour approfondir